# Дупо (Илиноис)
Дупо (енгл. Dupo) град је у америчкој савезној држави Илиноис.

## Демографија
По попису из 2010. године број становника је 4.138, што је 205 (5,2%) становника више него 2000. године.
| Група             | 2000.         | 2010.         |
| Белци             | 3.800 (96,6%) | 3.890 (94,0%) |
| Афроамериканци    | 46 (1,2%)     | 95 (2,3%)     |
| Азијати           | 10 (0,3%)     | 12 (0,3%)     |
| Хиспаноамериканци | 27 (0,7%)     | 57 (1,4%)     |
| Укупно            | 3.933         | 4.138         |